# Paweł Sudopłatow
Paweł Anatoliewicz Sudopłatow, ukr. Павло Анатолійович Судоплатов, ros. Павел Анатольевич Судоплатов (ur. 24 czerwca?/7 lipca 1907 w Melitopolu, zm. 26 września 1996 w Moskwie) – Ukrainiec, radziecki generał porucznik, długoletni wysoki funkcjonariusz radzieckich organów bezpieczeństwa i wywiadu, m.in. wykonawca zamachu na Jewhena Konowalca, przywódcę Organizacji Ukraińskich Nacjonalistów, na krótko p.o. szefa Wydziału VII (INO – wywiad zagraniczny) Głównego Zarządu Bezpieczeństwa Państwowego (GUGB) NKWD.

## Dzieciństwo
Urodzony na Ukrainie w 1907 roku, w miasteczku Melitopol, uciekł z domu i jako dwunastolatek wstąpił do Armii Czerwonej, służył m.in. w kompanii łączności.

## Dwudziestolecie międzywojenne

### Początek służby w organach bezpieczeństwa
Karierę w aparacie bezpieczeństwa Czeka rozpoczął w oddziale wywiadowczym jako operator i szyfrant. Na początku lat 20. był młodszym oficerem w Melitopolu, zajmował się m.in. siecią informatorów złożoną z Greków i osadników niemieckich. W 1927 roku awansował i został przeniesiony do Zarządu Bezpieczeństwa Państwowego ukraińskiego OGPU w Charkowie.
W końcu lat 20. i na początku 30. zajmował wiele różnych stanowisk w ukraińskim oddziale OGPU. W 1933 roku mianowany starszym inspektorem zajmującym się awansami i kadrami.

### Zamach na Konowalca i hiszpańska wojna domowa
W 1935 roku przebywał m.in. w Finlandii, Niemczech, Paryżu, gdzie zajmował się infiltracją ukraińskich nacjonalistów i innymi tajnymi operacjami INO GUGB. W październiku 1936, podczas hiszpańskiej wojny domowej, uczestniczył w transporcie 510 ton złota rezerw Banku Hiszpanii do Odessy.
Zdobywszy zaufanie przywódcy OUN Jewhena Konowalca, zabił go, dokonując zamachu w Rotterdamie 23 maja 1938 roku. Wręczył mu bombonierkę, w której znajdował się ładunek wybuchowy, przygotowany wcześniej specjalnie na tę okazję przez specjalistów z działu technicznego NKWD.
Po udanym zamachu powrócił do Hiszpanii, gdzie trwała wojna domowa. W Hiszpanii prowadził działania partyzanckie w oddziale zorganizowanym i dowodzonym przez placówkę NKWD w Barcelonie.

### Dziwne czasy, naczelnik INO
Po powrocie z Hiszpanii Sudopłatow natychmiast zauważył, że w NKWD trwają czystki, a jego najbliżsi koledzy z pracy znikają bez śladu. W swoim pamiętniku określił to w następujący sposób:

W 1938 roku niebezpieczeństwo czuło się w powietrzu. Siergiej Szpigelglas [przyjaciel Sudopłatowa], zastępca szefa Wydziału Zagranicznego NKWD [następnie pełniący obowiązki szefa], stawał się z każdym dniem coraz bardziej ponury. Zarzucił nawet swój zwyczaj spędzania weekendów ze mną i innymi przyjaciółmi z pracy. Niespodziewanie we wrześniu 1938 roku, podczas przejażdżki łodzią po rzece Moskwie zastrzeliła się sekretarka szefa NKWD Jeżowa. Na dół przesłano zagadkową dyrektywę, zgodnie z którą żaden rozkaz aresztowania nie był ważny bez podpisu Berii, I zastępcy Jeżowa. Opowiadano, że Beria mówi o Jeżowie daragoj Jożik, a więc zażyle i przyjacielsko, używając zdrobniałej formy jego nazwiska, poklepując go poufale po plecach. Ale to przyjacielskie zachowanie było pokazem na zewnątrz.

Trudno to wyjaśnić, ale czułem, że coś złowieszczego wisi w powietrzu. W centrali na Łubiance ludzie nie byli skłonni do dyskutowania na jakikolwiek temat. Nie było żartowania ani plotkowania. Mówiono, że komisja z Komitetu Centralnego sprawdza działania NKWD. Dokładnie pamiętam dramatyczny rozwój sytuacji, jaki nastąpił później. W listopadzie, w przededniu uroczystości rocznicowych rewolucji, o 4.00 rano zbudził mnie telefon. Odezwał się Władimir Kozłow, szef sekretariatu Wydziału Zagranicznego. Zwracał się do mnie oficjalnie, ale był przy tym strasznie poruszony. Pawle Anatoliewiczu, jesteście natychmiast wzywani do towarzysza Mierkułowa, I zastępcy szefa Głównego Zarządu Bezpieczeństwa Państwowego. Samochód już na was czeka. Przyjeżdżajcie jak najszybciej, Siergiej Szpigelglas i Zelman Pasow zostali aresztowani. Emma strasznie się denerwowała, a ja sądziłem, że nadeszła moja kolej. Na Łubiance spotkałem Kozłowa, który poszedł ze mną do biura Mierkułowa, znajdującego się na trzecim piętrze. Wsiewołod Mierkułow przywitał się ze mną, jak zwykle uprzejmie i życzliwie, oraz zaproponował, abyśmy natychmiast poszli zobaczyć się z Ławrientijem Pawłowiczem, czyli z samym Berią. Zdenerwowany oczekiwałem pewnego rodzaju przesłuchania na temat moich powiązań ze Szpigelglasem, ale Beria zaskoczył mnie. Oficjalnym tonem oświadczył, że Pasowa i Szpigelglasa aresztowano pod zarzutem zwodzenia partii i to ja powinienem natychmiast przejąć obowiązki szefa Wydziału Zagranicznego.

### Zamach na Lwa Trockiego
Po powrocie z Hiszpanii zajmował się planowaniem zamachu na Lwa Trockiego, politycznego przeciwnika Stalina. Akcja zamachu wykonana w Meksyku 20 sierpnia 1940 roku przez agenta NKWD Ramóna Mercadera zakończyła się sukcesem. Trocki zmarł następnego dnia z powodu odniesionych ran.

## II wojna światowa

### Dywersja, sabotaż i wojna partyzancka
5 października 1939 roku, po agresji ZSRR na Polskę, na podstawie tajnego rozkazu nr 001186 wydanego przez Ławrientija Berię został wraz z Bogdanem Kobułowem i Trofimem Kornijenką jednym z szefów trzech grup operacyjno-śledczych powołanych w celu przetłumaczenia oraz opracowania tajnych dokumentów polskiego wywiadu (w tym Oddziału II Sztabu Głównego WP), które dostały się w ręce radzieckie po 17 września 1939 roku. Do lutego 1941 roku na podstawie akt polskiego wywiadu i Policji Państwowej ogłoszono w ZSRR listy gończe za 3168 oficerami i agentami służb specjalnych II Rzeczypospolitej.
Sudopłatow jako zastępca naczelnika 5 wydziału (wywiad) GUGB nadzorował selekcję polskich oficerów w obozach w Kozielsku i Starobielsku oraz policjantów w Ostaszkowie. Podpisywał listy zawierające nazwiska jeńców wojennych, którymi był zainteresowany wywiad: 24 z obozu kozielskiego, 22 ze starobielskiego i 7 z ostaszkowskiego. Późniejsze zachowanie większości z nich nie budziło zastrzeżeń, zatem ich przydatność dla organów bezpieczeństwa ZSRR była wątpliwa.
W 1941 roku, po ataku Niemiec na ZSRR, Paweł Sudopłatow 5 lipca 1941 roku został mianowany szefem Zarządu Zadań Specjalnych przy NKWD. Zarząd, na czele którego stał, zajmował się m.in. zadaniami specjalnymi: wywiadem na terenie objętym okupacją niemiecką, organizowaniem i prowadzeniem partyzantki, organizowaniem sieci agentów, przeprowadzaniem tajnych operacji mających za cel dezinformowanie nieprzyjaciela itd.
W październiku 1941 roku Sudopłatow awansował ze starszego oficera (odpowiednik pułkownika w wojsku) do stopnia komisarza bezpieczeństwa państwowego III stopnia (odpowiednik generała porucznika), nadal kierując Zarządem zadań specjalnych, który w październiku 1941 roku został powiększony i zreorganizowany w Specjalny Zarząd II NKWD, a w lutym 1942 roku w Niezależny Zarząd IV NKWD do Zadań Specjalnych i Wojny Partyzanckiej.
Sudopłatow wraz z IV Zarządem IV NKWD odniósł wiele sukcesów, prowadząc sabotaż i partyzantkę na tyłach wroga. W swoim pamiętniku wspomina:

W czasie wojny wysłaliśmy 212 oddziałów i grup partyzanckich, liczących 7316 osób, na tyły wroga.
Przeszkoliliśmy w zakresie sabotażu dla Armii Czerwonej tysiące oficerów i techników, wysłaliśmy także 3500 cywilnych agentów oraz sabotażystów.

Jednostki spadochronowe NKWD zrzuciły dodatkowo 3000 specjalnie przeszkolonych partyzantów poza linie wroga.

### Projekt Manhattan
Rząd Związku Radzieckiego został poinformowany przez swoich agentów w Wielkiej Brytanii i Stanach Zjednoczonych, m.in. przez siatkę szpiegowską z Cambridge, o rozpoczęciu wspólnej pracy nad skonstruowaniem bomby atomowej przez Stany Zjednoczone, Wielką Brytanię i Kanadę (Projekt Manhattan).
W związku z tym, w 1942 roku w ZSRR założono Komitet ds. Energii Atomowej, na czele którego stanął ówczesny szef NKWD Ławrientij Beria. Paweł Sudopłatow wchodził w skład komitetu jako Dyrektor ds. Wywiadu. W 1943 roku dokonano reorganizacji Ludowego Komisariatu Spraw Wewnętrznych (NKWD), z którego wyodrębniono wywiad zagraniczny i Służbę Bezpieczeństwa, nazywając ją Ludowym Komisariatem Bezpieczeństwa Państwowego (NKGB), specjalny Oddział „S” znany także jako „Grupa Sudopłatowa”. Został on powołany do nadzorowania wywiadu atomowego w NKGB i także w GRU.
W 1943 roku Paweł Sudopłatow został także mianowany Szefem II Urzędu Specjalnego, obejmując obie funkcje równocześnie.
Dzięki agentom, m.in. naukowcom pracującym nad bombą atomową, Robertowi Oppenheimerowi, Enrico Fermiemu, Leó Szilárdowi, Klausowi Fuchsowi i wielu innym agentom-informatorom prowadzonym przez „grupę Sudopłatowa” (Oddział „S”), zbudowano radziecką bombę atomową w o wiele szybszym czasie, nawet o 10 lat.
Paweł Sudopłatow w swym pamiętniku o sprawie współpracy z amerykańskimi i brytyjskimi naukowcami zanotował:

Najważniejsze dane, które umożliwiły produkcję pierwszej radzieckiej bomby atomowej, nadeszły od naukowców pracujących w Los Alamos w stanie Nowy Meksyk nad amerykańską bombą atomową – Oppenheimera, Enrico Fermiego i Leo Szilarda.

Oppenheimer, Fermi, Szilard i sekretarka Szilarda są wymieniani w teczkach NKWD z lat 1942–1945 jako źródła informacji o pierwszej amerykańskiej bombie atomowej.

## Lata powojenne i aresztowanie
W latach powojennych Paweł Sudopłatow zajmował się m.in. werbunkiem nowych agentów spośród arystokracji polskiej i niemieckiej. Zajmował się werbunkiem Janusza F.K. Radziwiłła (Sudopłatow kierował wcześniej również próbą zwerbowania Jerzego Sosnowskiego, oficera Oddziału II Sztabu Generalnego, który w 1939 roku dostał się w ręce NKWD).
W 1946 roku Sudopłatow otrzymał stanowisko szefa I Biura Specjalnego ds. Dywersji i Wywiadu w Ministerstwie Bezpieczeństwa Państwowego, a po śmierci Józefa Stalina, w marcu 1953 roku, mianowano go głównym inspektorem Ministerstwa, lecz nigdy tego stanowiska nie sprawował.

Następnie miał objąć obowiązki ministra bezpieczeństwa na Ukrainie lub przedstawiciela MWD w Berlinie. Nie godząc się na przyjęcie tych stanowisk, za pozwoleniem Berii pozostał w Moskwie, zostając szefem nowo utworzonego Oddziału IX przy Ministerstwie Spraw Wewnętrznych – MWD, podległego bezpośrednio ministrowi.
26 czerwca 1953 roku aresztowano Ławrientija Berię, jego zastępców oraz wyższy personel oficerski. Paweł Sudopłatow został aresztowany 26 sierpnia 1953 roku, rozkaz aresztowania podpisał Iwan Sierow. Został przewieziony na Łubiankę, gdzie osiadł jako więzień nr 8. Mimo jego stanowczych zaprzeczeń, jakoby spiskował z Berią, i oświadczeń, że cała jego działalność w organach bezpieczeństwa w ciągu ponad 30 lat była legalna, w 1958 roku, pięć lat po aresztowaniu został skazany przez Kolegium Wojskowe Sądu Najwyższego na 15 lat więzienia.

## Zwolnienie i rehabilitacja
Paweł Sudopłatow został zwolniony w 1968 roku, po czym starał się o rehabilitację i przywrócenie mu emerytury. Oczyszczony z wszystkich zarzucanych mu czynów został dopiero w 1998, dwa lata po swojej śmierci.

## Życie prywatne
W czasie służby na rodzinnej Ukrainie poznał pracownicę OGPU Emmę Karlownę Kaganową (1905–1989), późniejszą pułkownik bezpieczeństwa państwowego. Para wzięła ślub w 1928.

## Awanse
- Starszy lejtnant bezpieczeństwa państwowego (odpowiednik majora) – 30 grudnia 1936
- kapitan bezpieczeństwa państwowego (odpowiednik pułkownika, od 1940 podpułkownika) – 25 września 1938
- Major bezpieczeństwa państwowego (odpowiednik kombryga, od 1940 pułkownika) – 14 marca 1940
- Starszy major bezpieczeństwa państwowego (odpowiednik komdywa, od 1940 generała-majora) – 8 sierpnia 1941
- Komisarz bezpieczeństwa państwowego III rangi – 14 lutego 1943; w lipcu 1945 stopnie generalskie NKWD otrzymały nazewnictwo identyczne jak w RKKA, wojskach NKWD i pogranicznych (w 1943 dokonano tej zmiany dla oficerów). Sudopłatow został zweryfikowany jako generał porucznik

W 1958 zdegradowany, stopień generała-porucznika przywrócono mu dopiero pośmiertnie w 1998.

## Odznaczenia
- Order Lenina – 30 kwietnia 1946
- trzykrotnie Order Czerwonego Sztandaru – 13 listopada 1937, 16 czerwca 1941 i 3 listopada 1944
- Order Suworowa II klasy – 5 listopada 1944
- Order Wojny Ojczyźnianej I klasy – 24 lutego 1945
- dwukrotnie Order Czerwonej Gwiazdy – 26 kwietnia 1940 i 20 września 1943
- Medal „Partyzantowi Wojny Ojczyźnianej” I stopnia
- Medal „Za obronę Moskwy”
- Medal „Za obronę Kaukazu”
- Medal „Za zwycięstwo nad Niemcami w Wielkiej Wojnie Ojczyźnianej 1941–1945”
- Medal „Za zwycięstwo nad Japonią”
- Medal „W upamiętnieniu 800-lecia Moskwy”
- Odznaka „Zasłużony Funkcjonariusz NKWD” – 4 lutego 1942
- Odznaka „Honorowy Inspektor Bezpieczeństwa Państwowego”

W 1958 pozbawiony wszystkich odznaczeń. Zwrócono mu je dopiero pośmiertnie w 1998.